# Архедика
Архедика (др.-греч. Ἀρχεδίκη) — дочь тирана Афин Гиппия, жена Эантида.
Отцом Архедики был афинский тиран Гиппий. Он после убийства брата Гиппарха и покушения на собственную жизнь в 514 году до н. э. стал искать за пределами Аттики возможное надёжное убежище для себя в случае переворота. По свидетельству Фукидида, тиран Лампсака Гиппокл и его сын Эантид пользовались большим уважением у персидского царя Дария I. Поэтому Гиппий выдал Архедику замуж за Эантида. По предположению Струве В. В., это произошло в 513 году до н. э., и Гиппий, понимавший ненадёжность положения своего положения, смог закрепить за собой Сигей. По версии П. Юра, которую разделила и О. Ю. Владимирская, Гиппий пытался обеспечить для Афин контроль за обеими сторонами Геллеспонта — то есть совершить то, чего не удалось добиться военным путём. Х. Т. Уейд-Джери посчитал этот шаг проявлением разрыва отношений с Мильтиадом Младшим и попыткой избежать захвата Лампсаком Херсонеса.
Фукидид в своей «Истории» приводит и текст (Аристотелем приписывается Симониду Кеосскому) эпитафии Эвридике:

Гиппия дочь Архедику здесь лоно земли сокрывает,
Гиппия, кто превзошел доблестью сверстников всех.
Братья, супруг, и отец, и сыны её были тираны, 
Все же надменности злой не было в сердце у ней.
Опираясь на её содержание, Э. В. Рунг, отметил, что сыновья Архедики и Эантида могли впоследствии сами править Лампсаком. По предположению А. И. Доватура, Архедика умерла не ранее начала V века до н. э.